# Joan Petro Amengual
Joan Petro Amengual (Palma, 1903-1988). Mestre d'escola i polític.
Al començament del decenni de 1930 va passar a exercir de mestre d'escola a Sant Joan. S'implicà en la vida política del municipi i va formar part de les dues comissions gestores de l'Ajuntament que es varen formar al llarg de la Segona República. Va ser president de la Comissió Gestora que es va formar el gener de 1933 i va durar fins l'abril del mateix any. Va ser tinent de batle de la nova Comissió Gestora formada després del triomf electoral del Front Popular (març-juliol de 1936). Va col·laborar al setmanari "El Republicano", on signava els articles amb el pseudònim "Pagès de Calcant". El juny de 1936 va signar la Resposta als Catalans. En esclatar el cop d'estat franquista va ser detingut i internat al Castell de Bellver. Després va ser traslladat al fortí d'Illetes. Va ser depurat per la Comissió Depuradora del Magisteri, acusat d'estar afiliat a Esquerra Republicana Balear i a la Societat Balear de Treballadors de l'Ensenyança. El 1940 fou apartat de manera definitiva del magisteri.